# Tomas Svensson (nationalekonom)
Erik Karl Tomas Svensson född 3 oktober 1963, är en svensk nationalekonom och ämbetsman.
Tomas Svensson disputerade på Linköpings universitet 1998 på avhandlingen Dagligvarudistributionens strukturomvandling: drivkrafter och konsekvenser för städers utformning och miljö. Han har arbetat som forskare i nationalekonomi på Linköpings universitet 1987–1999 samt på Statens väg- och transportforskningsinstitut från 1999, bland annat som forskningschef från 2010. Han utnämndes 2017 till generaldirektör för institutet.